# Oxyprosopus angulicollis
Oxyprosopus angulicollis är en skalbaggsart. Oxyprosopus angulicollis ingår i släktet Oxyprosopus och familjen långhorningar.

## Underarter
Arten delas in i följande underarter:
- O. a. angulicollis
- O. a. cyanipes